# 藤本愛妃
藤本愛妃（日语：／ Fujimoto Aki，1998年2月11日—），日本女子籃球運動員，就讀於東京醫療保健大學，主要位置為大前鋒。父親為前棒球選手藤本俊彥，母親為前排球選手山內美加，妹妹藤本愛瑚也是籃球選手。

## 經歷
- 小松島市立小松島中學校（日语：小松島市立小松島中学校） - 櫻花學園高等學校（日语：桜花学園高等学校） - 東京醫療保健大學（日语：東京医療保健大学）

## 日本代表經歷
- 2017年威廉·瓊斯盃國際籃球邀請賽
- 2017年夏季世界大學生運動會

## 外部連結
- 藤本愛妃的X（前Twitter）
- 藤本愛妃的Instagram帳戶